# کارلوس آی نوریگا
کارلوس آی نوریگا (به انگلیسی: Carlos Ismael Noriega) فضانورد اهل ایالات متحده آمریکا است که در ۸ اکتبر ۱۹۵۹ میلادی در لیما زاده شد. وی در مأموریت اس‌تی‌اس-۸۴، اس‌تی‌اس-۹۷ حضور داشته است.